# Maylandia lombardoi

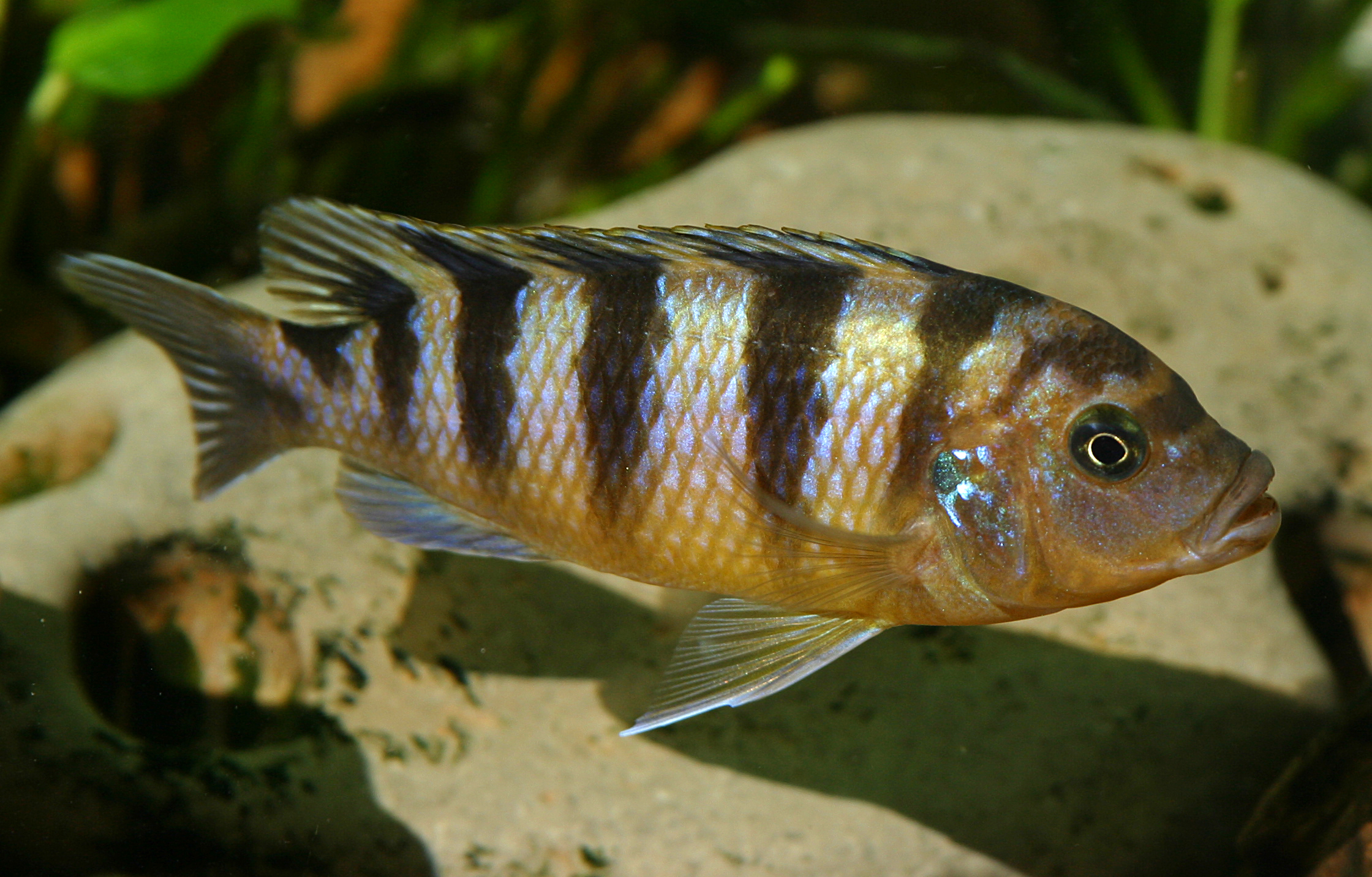
Pseudotropheus lombardoi

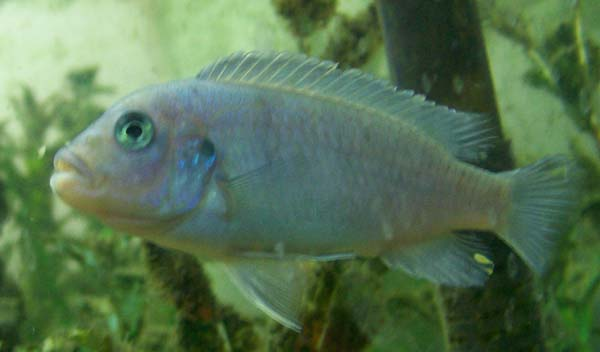
Femella

Maylandia lombardoi és una espècie de peix de la família dels cíclids i de l'ordre dels perciformes.

## Morfologia
La forma corporal d'aquesta espècie, de 8,7 cm de llargària màxima, és més ampla que en altres membres del seu grup, essent en comparació més arquejat el contorn dorsal i més plana la superfície ventral. Els mascles són de color groc brillant, amb barres d'un marró difuminat que els travessen el cos, les aletes són d'un groc llis, presenten el front abruptament inclinat i tenen marques en forma d'ou a l'aleta anal. El cos de la femella és d'un pàl·lid blau blanquinós, amb diverses bandes verticals blaves negroses que s'estenen per l'aleta dorsal, el voltant de l'ull d'un groc argentat i les vores de l'aleta caudal de color blau pàl·lid.

## Reproducció
És una espècie polígama i incubadora bucal maternal. El mascle festeja una femella i si aquesta el rebutja, no tindrà cap mena d'inconvenient a cercar-ne una altra. Si no hi ha cap femella que l'accepti, l'assetjament constant del mascle pot arribar a ésser mortal fàcilment. Una vegada que una femella accepta el festeig del mascle, la parella formada realitzarà un ritual en forma de "T", el qual consisteix a col·locar-se en aquesta posició de manera que la boca del mascle toca l'aleta anal de la femella perquè amolli els ous. Un cop això s'ha produït, giren en cercles revertint les posicions perquè la femella prengui els ous amb la boca. Quan els reuneix, tracta d'ajuntar l'ocel de l'aleta anal del mascle (creient que es tracta d'un altre ou) i és en aquest moment que el mascle fertilitza els ous que ja es troben a la boca de la femella. Això es repeteix fins a completar l'aparellament. Els mascles són territorials i agressius a l'hora de defensar els nius excavats a la sorra. Els alevins, que neden lliurement, tornen a la boca materna per contacte directe.

## Alimentació
És omnívor i es nodreix d'algues bentòniques de les roques i, també, del zooplàncton de les aigües obertes.

## Hàbitat i distribució geogràfica
És un peix d'aigua dolça, demersal (entre 6 i 30 m de fondària) i de clima tropical (24 °C-26 °C; 13°S-14°S), el qual viu a l'Àfrica oriental: és un endemisme de les ribes rocalloses del llac Malawi (Malawi). Ha estat introduït a Israel.

## Vida en captivitat
A causa del seu temperament agressiu, necessita un aquari de 200 litres d'aigua com a mínim de capacitat (molt més si s'hi manté més d'un mascle i dues femelles). L'aquari ha d'estar decorat amb moltes roques per tractar d'imitar el seu hàbitat i no cal que tingui plantes, ja que se les menjarà o les destruirà per establir el seu territori. Com a curiositat, la llum blava intensifica l'espectacular color de les femelles i de les cries. Hi ha perill d'hibridació si comparteix l'aquari amb Maylandia barlowi o Maylandia estherae.

## Estat de conservació
Les seues principals amenaces són les captures amb destinació al mercat internacional de peixos ornamentals i la pesca de subsistència.

## Observacions
Aquest cíclid necessita un aquari espaiós i rocós i presenta un temperament agressiu. Les femelles, els joves i els mascles no territorials poden viure en solitari o en petits grups. La seua longevitat és de 8-12 anys.